# Бесагаш (Бурлінський район)
Бесага́ш (каз. Бесағаш) — село у складі Бурлінського району Західноказахстанської області Казахстану. Входить до складу Пугачовського сільського округу.
У радянські часи село називалось Отділення № 4 совхоза Пугачовський.
Населення — 36 осіб (2021; 71 у 2009, 250 у 1999, 362 у 1989).